# 13647 Rey
13647 Rey (1996 HR24) là một tiểu hành tinh vành đai chính được phát hiện ngày 20 tháng 4 năm 1996 bởi E. W. Elst ở Đài thiên văn Nam Âu.